# Mordacia
Mordacia är ett släkte av ryggsträngsdjur och det enda i familjen Mordaciidae.
Släktet (och familjen) innehåller tre arter:
- Mordacia lapicida
- Mordacia mordax
- Mordacia praecox